# Syndyas jovis
Syndyas jovis är en tvåvingeart som först beskrevs av Jones 1940.  Syndyas jovis ingår i släktet Syndyas och familjen puckeldansflugor.
Artens utbredningsområde är Uganda. Inga underarter finns listade i Catalogue of Life.